# Tell Me Baby
Tell Me Baby is de tweede single van het dubbelalbum Stadium Arcadium van de Red Hot Chili Peppers uit 2006. Op 17 juli van dat jaar werd het nummer op single uitgebracht en is de tiende hit van deze band.
De single werd wereldwijd een hit. In thuisland de Verenigde Staten werd echter een bescheiden 50e positie bereikt in de Billboard Hot 100, terwijl in Canada en Venezuela de nummer 1-positie werd bereikt. In het Verenigd Koninkrijk bereikte de single de 16e positie in de UK Singles Chart, evenals in Nieuw-Zeeland en de 20e positie in Australië.
In Nederland was de single in week 27 van 2006 Megahit op 3FM en in week 28 van 2006 Alarmschijf op Radio 538 en werd een radiohit. De single bereikte de 18e positie in de 
de Nederlandse Top 40 op Radio 538 en de 27e positie in de Mega Top 50 op 3FM.
In België bereikte de single de 44e positie in de Vlaamse Ultratop 50. In de Vlaamse Radio 2 Top 30 werd géén notering behaald.
Tell Me Baby bevat, meer dan de muziek van hun recentste albums Californication en By the Way, de oude funkinvloeden van de band. De B-kanten zijn "A Certain Someone" en "Mercy Mercy", twee van de nummers die niet werden opgenomen in de eindversie van Stadium Arcadium, en "Lyon 6.6.06", de eindjam van de show in Lyon op 6 mei 2006.

## B-kanten
De single werd uitgebracht in twee versies. Dit zijn de tracklists:

### cd-single 1
1. Tell Me Baby – 4:07
2. A Certain Someone – 2:25

### cd-single 2
1. Tell Me Baby – 4:07
2. Mercy Mercy – 4:01
3. Lyon 6.6.06 (Live) – 3:53

## Hitnoteringen

### Nederlandse Top 40
| Hitnotering: 15-07-2006 t/m 23-09-2006 | Hitnotering: 15-07-2006 t/m 23-09-2006 | Hitnotering: 15-07-2006 t/m 23-09-2006 | Hitnotering: 15-07-2006 t/m 23-09-2006 | Hitnotering: 15-07-2006 t/m 23-09-2006 | Hitnotering: 15-07-2006 t/m 23-09-2006 | Hitnotering: 15-07-2006 t/m 23-09-2006 | Hitnotering: 15-07-2006 t/m 23-09-2006 | Hitnotering: 15-07-2006 t/m 23-09-2006 | Hitnotering: 15-07-2006 t/m 23-09-2006 | Hitnotering: 15-07-2006 t/m 23-09-2006 | Hitnotering: 15-07-2006 t/m 23-09-2006 | Hitnotering: 15-07-2006 t/m 23-09-2006 |
| Week:                                  | 1                                      | 2                                      | 3                                      | 4                                      | 5                                      | 6                                      | 7                                      | 8                                      | 9                                      | 10                                     | 11                                     |                                        |
| -------------------------------------- | -------------------------------------- | -------------------------------------- | -------------------------------------- | -------------------------------------- | -------------------------------------- | -------------------------------------- | -------------------------------------- | -------------------------------------- | -------------------------------------- | -------------------------------------- | -------------------------------------- | -------------------------------------- |
| Positie:                               | 25                                     | 18                                     | 18                                     | 22                                     | 25                                     | 26                                     | 26                                     | 29                                     | 30                                     | 31                                     | 31                                     | uit                                    |

### Mega Top 50
| Hitnotering: 22-07-2006 t/m 30-09-2006 | Hitnotering: 22-07-2006 t/m 30-09-2006 | Hitnotering: 22-07-2006 t/m 30-09-2006 | Hitnotering: 22-07-2006 t/m 30-09-2006 | Hitnotering: 22-07-2006 t/m 30-09-2006 | Hitnotering: 22-07-2006 t/m 30-09-2006 | Hitnotering: 22-07-2006 t/m 30-09-2006 | Hitnotering: 22-07-2006 t/m 30-09-2006 | Hitnotering: 22-07-2006 t/m 30-09-2006 | Hitnotering: 22-07-2006 t/m 30-09-2006 | Hitnotering: 22-07-2006 t/m 30-09-2006 | Hitnotering: 22-07-2006 t/m 30-09-2006 | Hitnotering: 22-07-2006 t/m 30-09-2006 |
| Week:                                  | 1                                      | 2                                      | 3                                      | 4                                      | 5                                      | 6                                      | 7                                      | 8                                      | 9                                      | 10                                     | 11                                     |                                        |
| -------------------------------------- | -------------------------------------- | -------------------------------------- | -------------------------------------- | -------------------------------------- | -------------------------------------- | -------------------------------------- | -------------------------------------- | -------------------------------------- | -------------------------------------- | -------------------------------------- | -------------------------------------- | -------------------------------------- |
| Positie:                               | 27                                     | 36                                     | 29                                     | 43                                     | 40                                     | 61                                     | 60                                     | 58                                     | 70                                     | 72                                     | 77                                     | uit                                    |

### NPO Radio 2 Top 2000
| Nummer met noteringen in de NPO Radio 2 Top 2000 | '14  | '15  |
| ------------------------------------------------ | ---- | ---- |
| Tell Me Baby                                     | 1912 | 1863 |

1. ↑  Een vetgedrukt getal geeft de hoogste notering aan.
2. ↑  2014 was het eerste jaar met een notering voor dit nummer.
3. ↑  Deze tabel is bijgewerkt tot en met de laatste editie (2024).